# AWStats
AWStats est un logiciel analyseur de fichiers log - ou journaux d'activité - des serveurs Web, FTP et de messagerie offrant des vues graphiques statiques et dynamiques des statistiques d'accès aux serveurs.
Il permet d'afficher le nombre de visites, de visiteurs uniques, de pages vues, de requêtes, de transfert, par domaine et pays, ainsi que des renseignements tels que l'hôte, le type de navigateur et le système d'exploitation. Il peut être lancé grâce à des scripts CGI ou en ligne de commande.
AWStats est un logiciel libre sous licence GPL v3+.

## Architecture
Écrit en Perl, AWStats peut être installé et exécuté sur la plupart des systèmes d'exploitation. C'est un outil d'audience de site Web très utilisé disposant de paquets sur toutes les distributions Linux. AWStats peut aussi être installé sur une station de travail à base de système Microsoft Windows, pour une exploitation locale des journaux d'activité du serveur Web au cas où ils pourraient y être transférés.

### Systèmes d'exploitation pris en charge
Tous systèmes d'exploitation. Il est multiplateforme.

### Serveurs Web/Wap/Proxy/Streaming gérés
Apache 1.3.x et 2.x, IIS 5.0 et plus, ISA, WebStar, WebLogic, WebSite, Microsoft Media Server, Tomcat, Squid, Samba Server, Roxen (en), Resin (en), RealMedia server, Oracle 9iAS, Lotus Notes/Domino, Darwin, IPlanet, Icecast, ZeroBrand, Zeus, Zope, Abyss.

### Serveurs FTP gérés
ProFTPd, vsFTPd…

### Serveurs de courrier électronique gérés
Postfix, Sendmail, qmail, www4mail.

## Licence
AWStats est distribué sous licence publique générale GNU (GPL v3+).

## Internationalisation
AWStats est disponible dans 43 langues différentes.